# Kostel svatého Jakuba Staršího (Veselá)
Kostel svatého Jakuba Staršího je gotický farní kostel, který leží v srdci obce Veselá. Rok založení kostela není známý, ale první zmínky o kostele jsou z 1348, kdy se začal církevní majetek zapisovat.

## Historie
Nejstarší zprávy o kostele jsou z roku 1359, kdy byl představen nový farář Albert z Kosové Hory po smrti faráře Hodače. Jeho přestavba proběhla v roce 1642 a pak 1856.

## Popis kostela
Kostel se skládá z jedné téměř hranaté lodi na jejíž východní straně je nízké kněžiště, které je zdobeno střešní věžičkou. Na východní straně je zakončeno trojbokým závěrem. Na druhé straně lodi je hranolová mohutná věž – je nejvyšší částí kostela. V horní části věže, která je dřevěná, je zvonice. Věž je zakončena nízkou bání s malou laternou. Bílá omítka kostela zvýrazňuje červené a černé malované pilastry. Na zdech kněžiště a lodě jsou půlkruhová okna, zatímco na věži jsou okna hranatá.
Do kostela se dnes vchází vchodem, který je umístěn na západní straně kostela, kde je podvěží. Samotná loď je osvětlena dvěma okny. Jedním ze severu a jedním z jihu. Celý kostel je pak obestavěn kamennou zítkou s kovovou bránou před vchodem.
Hlavní oltář je barokní, pochází z přelomu 17. a 18. století; oltářní obraz pochází z roku 1896, jeho autorem je Bedřich Kamarýt. Ten namaloval také obraz na bočním oltáři, který je zasvěcen svatému Josefovi. Kropenka je pozdně gotická.

## Působení kněží[4]
- Josef Kůrka (1938-1960)
- Miloslav Váňa (1960-1967)
- Josef Břicháček (1967-1969)
- Václav Roubal (1969-1974)
- Jaroslav Kadlec (1975-2001)
- Václav Šika (2001-2012)
- Jaroslaw Zygmunt (2012-2017)
- Jaroslav Max Kašparů (2018-2021)
- Martin Brácha (2021+)